# Mot Dag
Mot Dag (deutsch: Dem Tag entgegen) war eine kommunistische Vereinigung von norwegischen Intellektuellen, die eine gleichnamige Zeitschrift herausgab. Sie hatte großen Anteil an der Verbreitung marxistischen Gedankenguts in Norwegen.

## Geschichte
Gegründet wurde Mot Dag 1922 von Studenten in Oslo. Zu den Gründungsmitgliedern gehörten Erling Falk, Harald Viggo Hansteen und Sigurd Hoel. Die Organisation gehörte bis 1925 zur Arbeiterpartei und von 1927 bis 1928 zur kommunistischen Partei. In der Folgezeit war Mot Dag selbständig. 
1929 gründeten Mitglieder den Fram-Verlag, in dem die Enzyklopädie Arbeidernes Leksikon erschien. Es war die erste Enzyklopädie außerhalb der Sowjetunion, die sich an die Arbeiterklasse richtete. 
Mitte der 1930er-Jahre versuchten die Mitglieder, eine neue Arbeiterpartei zu etablieren, hatten damit jedoch keinen Erfolg. 1936 löste Mot Dag sich auf.

## Mitglieder
Die Organisation hatte zu ihrer besten Zeit etwa 200, 1936 noch etwa 100 Mitglieder. Unter den Mitgliedern waren viele Schriftsteller, darunter Helge Krog, Arnulf Øverland und Inger Hagerup. Weitere Mitglieder waren der Filmemacher Olav Dargard, der spätere Professor Johan Vogt und die Politiker Einar Gerhardsen, Oscar Torp, John Lyng, Vilhelm und Karl Evang sowie Trond Hegna. Letzterer war nach dem Ausscheiden Erling Falks aus Gesundheitsgründen auch Vorsitzender von Mot Dag. Das in Deutschland bekannteste ehemalige Mitglied ist der spätere Bundeskanzler Willy Brandt.